# One and One
One and One è un brano di musica trance del compositore Robert Miles, terzo singolo estratto dall'album Dreamland. Originariamente scritta per l'artista polacca Edyta Górniak, che ha incluso la sua versione di One And One nel suo album di debutto Edyta, la versione pubblicata per il mercato internazionale figura i vocalizzi della cantante inglese Maria Nayler.
Il singolo è forse il maggior successo di Miles in Italia, dove è rimasto al primo posto in classifica per undici settimane consecutive a cavallo fra il 1996 ed il 1997.

## Il video
Nel video vengono alternate sequenze di Miles che suona la tastiera o di Maria Nayler che canta il brano, ad altre sequenze strutturate come tre microstorie. In tutte e tre le storie, tre giovani rivolgono lo sguardo al cielo e vengono investiti da una forte luce, che sembra farli fluttuare lentamente verso l'alto.

## Tracce
| 1. "One & One" (Radio Version) (4:00) 2. "One & One" (Club Version) (6:30) Germany 1. "One & One" (Quivvers Amytiville Vocal) (9:43) 2. "One & One" (Quivvers Amytiville Dub) (8:25) 3. "One & One" (David Morales Journey Mix) (10:00) 4. "One & One" (Joe T. Vannelli SLK Mix) (8:50) Italy 1. "One & One" (Radio Vrs.) (4:00) 2. "One & One" (Radio Without The Beat) (4:00) 3. "4US" (7:41) 4. "One & One" (Quivvers Amytiville Dub) (8:25) 5. "One & One" (David Morales Journey Mix) (10:00) 6. "One & One" (Joe T. Vannelli Radio Light Mix) (4:05) 7. "One & One" (Joe T. Vannelli Slk Mix) (8:50) Japan 1. "One & One" (Radio Version) (4:00) 2. "One & One" (Club Version) (6:30) 3. "One & One" (David Morales Club Mix) (9:00) 4. "One & One" (Joe T. Vannelli's Light Mix) (7:34) 5. "One & One" (Quivvers Amytiville Vox Mix) (9:43) | Netherlands 1. "One & One" (Radio Version) (4:00) 2. "One & One" (Joe T. Vannelli Light Radio Mix) (4:05) 3. "One & One" (Club Version) (6:30) 4. "4US" (7:41) 5. "One & One" (Quivver's Amytiville Vox Mix) (9:42) 6. "One & One" (David Morales Journey Mix) (9:56) UK 1. "One & One" (Radio Version) (4:00) 2. "One & One" (Club Version) (6:30) 3. "4Us" (7:41) Germany 1. "One & One" (Original Club Version) (6:30) 2. "One & One" (David Morales Club Mix) (9:00) 3. "One & One" (Joe T. Vanelli Light Mix) (7:34) 4. "One & One" (David Morales One Dub) (11:40) Italy 1. "One & One" (Club Version) (6:30) 2. "4US (7:41) 3. "One & One" (Joe T. Vannelli SLK Mix) (9:11) 4. "One & One" (Joe T. Vannelli Radio Light Mix) (4:05) 1. "One & One" (Extended Album Version) (6:30) 2. "One & One" (Morales Club Mix) (8:58) 3. "One & One" (Joe T. Vanelli Light Mix) (7:32) 4. "One & One" (Morales Journey Mix) (10:00) |

## Classifica italiana
| Posizione | 18 | 6 | 6 | 2 | 2 | 1 | 1 | 1 | 1 | 1 | 1 | 1 | 1 | 1 | 1 | 1 | 4 | 5 | 13 | 17 | 18 | 20 |

## Classifiche internazionali
| Chart (1996-1997)                           | Peak position |
| ------------------------------------------- | ------------- |
| U.S. Billboard Hot 100                      | 54            |
| U.S. Billboard Hot Dance Club Play          | 1             |
| U.S. Billboard Hot Canadian Digital Singles | 2             |
| U.S. Billboard Rhythmic Top 40              | 40            |
| Austrian Singles Chart                      | 8             |
| Belgian (Flanders) Singles Chart            | 1             |
| Belgian (Wallonia) Singles Chart            | 2             |
| Dutch Singles Chart                         | 24            |
| Finnish Singles Chart                       | 8             |
| French Singles Chart                        | 16            |
| German Singles Chart                        | 5             |
| Italian Singles Chart                       | 1             |
| Norwegian Singles Chart                     | 3             |
| Swedish Singles Chart                       | 3             |
| Swiss Singles Chart                         | 6             |
| UK Singles Chart                            | 3             |